# Rusia en los Juegos Olímpicos de Turín 2006
Rusia estuvo representada en los Juegos Olímpicos de Turín 2006 por un total de 190 deportistas que compitieron en 15 deportes. 
El portador de la bandera en la ceremonia de apertura fue el patinador de velocidad Dmitri Dorofeyev.

## Medallistas
El equipo olímpico ruso obtuvo las siguientes medallas:
| Nombre                                                                         | Deporte               | Competición            |
| ------------------------------------------------------------------------------ | --------------------- | ---------------------- |
| Oro                                                                            |                       |                        |
| Svetlana Ishmuratova                                                           | Biatlón               | 15 km F                |
| Anna Bogali Olga Zaitseva Svetlana Ishmuratova Albina Ajatova                  | Biatlón               | 4 × 6 km F             |
| Yevgueniya Medvedeva-Abruzova Yuliya Chepalova Larisa Kurkina Natalia Baranova | Esquí de fondo        | 4 × 5 km F             |
| Yevgueni Dementiev                                                             | Esquí de fondo        | 30 km M                |
| Yevgueni Pliushchenko                                                          | Patinaje artístico    | Individual M           |
| Tatiana Totmianina Maxim Marinin                                               | Patinaje artístico    | Parejas                |
| Tatiana Navka Roman Kostomarov                                                 | Patinaje artístico    | Danza en hielo         |
| Svetlana Zhurova                                                               | Patinaje de velocidad | 500 m                  |
| Plata                                                                          |                       |                        |
| Serguei Chepikov Nikolai Kruglov Pavel Rostovtsev Ivan Cherezov                | Biatlón               | 4 × 7,5 km M           |
| Alexandr Zubkov Filipp Yegorov Alexei Seliverstov Alexei Voyevoda              | Bobsleigh             | Cuádruple M            |
| Yevgueni Dementiev                                                             | Esquí de fondo        | 50 km M                |
| Yuliya Chepalova                                                               | Esquí de fondo        | 30 km F                |
| Albert Demchenko                                                               | Luge                  | Individual M           |
| Dmitri Dorofeyev                                                               | Patinaje de velocidad | 500 m M                |
| Bronce                                                                         |                       |                        |
| Albina Ajatova                                                                 | Biatlón               | 15 km F                |
| Albina Ajatova                                                                 | Biatlón               | 10 km persecución F    |
| Yevgueniya Medvedeva-Abruzova                                                  | Esquí de fondo        | 15 km persecución F    |
| Aliona Sidko                                                                   | Esquí de fondo        | Velocidad ind. F       |
| Ivan Alypov Vasili Rochev                                                      | Esquí de fondo        | Velocidad por eqs. M   |
| Vladimir Lebedev                                                               | Esquí acrobático      | Salto aéreo M          |
| Irina Slutskaya                                                                | Patinaje artístico    | Individual F           |
| Yekaterina Abramova Varvara Barysheva Yekaterina Lobysheva Galina Lyjachova    | Patinaje de velocidad | Persecución por eqs. F |